# Achatinella swiftii
Achatinella swiftii é uma espécie de gastrópode  da família Achatinellidae.
É endémica de Oahu, Arquipélago do Havaí.